# 本多正重
本多 正重（ほんだ まさしげ）は、戦国時代から江戸時代前期の武将・大名。本多正信の弟。通称は三弥、のちに三弥左衛門。大坂の陣後に加増を受けて下総舟戸藩主となる。
武名の高かった人物で、一時徳川家を離れて前田家などに諸家に仕えた経歴がある。実名の読みが同音で、徳川家を離れて諸家に仕えた経歴が似る本多政重（最終的に加賀藩前田家家老）は甥に当たる。

## 生涯

### 徳川家康に仕える
天文14年（1545年）、本多俊正の四男として生まれる。松平家康の家臣として仕えていたが、永禄6年（1563年）に三河一向一揆が発生すると、兄の正信とともに一揆方に加わり、家康に敵対した。『藩翰譜』によれば、正重は針崎（現在の岡崎市針崎町）の勝鬘寺に立てこもり、攻め寄せた大久保一族と交戦した。大久保忠世と互いに鉄砲を向けての撃ちあいになり、正重は負傷して退いたという。翌永禄7年（1564年）、一揆が鎮圧されると赦免され、家康に帰参した。
永禄11年（1568年）11月15日、遠江掛川城攻めに際しては「掛川の西の宿」で先駆けを行い、今川方の武士を討ち取る功績を挙げた。元亀元年（1570年）6月28日の姉川の戦いの際にも先手となって首級を挙げた。
元亀3年（1572年）9月に武田信玄が遠江国に侵攻すると、一言坂の戦いでは殿軍を命じられた本多正勝指揮下で戦い、12月22日の三方ヶ原の戦いでは傷を負いながら武功を挙げた。二俣城の戦いでは、甲斐の武士である新村某を討ち取った。天正3年（1575年）5月21日の長篠の戦いにも参加して首級を挙げた。

### 徳川家を去り諸家に仕える
その後、徳川家を去り、諸家に仕える。正重の武名は高く（「槍の三弥」と呼ばれたという）、諸家でも厚遇されたという。
天正6年（1578年）7月26日の播磨神吉城攻めに際して、織田信忠率いる軍勢に属する滝川一益麾下の足軽大将として参加した。その後前田利家に属し、天正12年（1584年）9月13日には前田家の足軽大将として末森城で佐々成政と戦った。天正15年（1587年）4月1日に豊臣秀吉が豊前国岩石城を攻めた際には、蒲生氏郷の軍奉行として従った。
なお、長男の本多正氏は天正16年（1588年）より徳川家に仕えていたが、文禄4年（1595年）の秀次事件に際して自殺している。『寛政重修諸家譜』によれば、正氏は徳川家を去って豊臣秀次に仕えようとし、秀次家臣の羽田正親（長門守）と計るところがあったが、秀次事件にともなって8月24日に羽田正親が殉死し、正氏は羽田正親を介錯して自らも自害したという。

### 再度徳川家に仕える
慶長元年（1596年）、伏見において徳川家康に召し帰され、帰参している。
慶長5年（1600年）の関ヶ原の戦いでは検使を務めた。その功により家康から慶長7年（1602年）に近江国坂田郡内に1,000石を与えられた。
慶長19年（1614年）からの大坂の陣に際して、正重に武略があることを理由として徳川家康（駿府）から江戸に派遣され、徳川秀忠に仕えることとなった。『藩翰譜』には「大御所の仰として将軍家に随ひ奉り、軍の御謀を助け参らす」とある。『寛政譜』によれば、両度の大坂の陣で先手として戦場に立っている。元和2年（1616年）7月に下総国相馬郡のうちで1万石を与えられ、大名に列した。『寛政譜』に居所は記載されていないが、舟戸村（現在の千葉県柏市船戸付近）に陣屋を構えたとされており、舟戸藩が立藩したと見なされる。
正重はまもなく隠居し、翌元和3年（1617年）7月3日に死去。享年73。京都泉涌寺の法音院に葬られた。

### その後の本多家
上述の通り長男の正氏は自害し、次男の正包も早世したため、外孫の本多正貫（長坂重吉の長男）が養子となり、元和2年（1616年）に家督を継いだ。正貫に認められた知行地は8000石で、2000石は収公された。
この事情について『藩翰譜』は、多くある所領をすべて子息に賜ることは望むところではないと正重が遺言したために、所領が減じられたとする説を載せている。また別説として、正重にそのような遺言はなかったものの本多正純が計らってそのように言上し、8000石を正貫が継ぐことになったとも記す。
これにより、舟戸藩は廃藩となったと見なされる。大身旗本となった本多家であるが、正貫の孫の本多正永の代に加増を受け、大名（舟戸藩主）に復帰している。子孫は駿河国田中藩（4万石）の藩主として幕末を迎えた。

## 人物
- 『藩翰譜』は「此人天性腹あしき人なれど、又極めて正直の人なりけり」と評しており[2]、以下のようなエピソードを載せる。
  - ある寒い夜に、徳川家康が家臣たちを呼び出したことがあった。家康に近侍していた本多正信からは家康に「夜の御膳」がすすめられた（なお、正信には家康から食事が与えられた）。所用が終わった後、鶴の羹の汁を飲んだ家康は正信に向かい「普通の羹ならば冷めているであろうに、この羹はまだ暖かい。大鳥は老人に益があるというのはまことであるな」と言った。正信は箸を収めてこれに応えようとしたが、それより先に正重が進み出て「正重らのような小鳥を羹になされていれば、今頃は凍り付いていたでしょうな」と言い捨てて立ち去った。家康は大いに呆れ、正信に「弟の心はいまだに改まっていないようだ。あの心ではどうして大名にできようか」と言った[10]。
  - 大坂の陣の後、坂部広勝（三十郎）・久世広宣（三四郎）に恩賞が与えられたと聞いた正重は「三四・三十にどれほど正重を超える武功があって恩賞が行われたのか」と殺気立ち、刀を携えて城に向かった。坂部・久世が大手門を出たときに正重が近づいてきて、橋の半ばで「貴殿らはいかなる功名を挙げて所領を賜ったのか。語れ、聞こうぞ」と大音声で呼ばわった。心得た久世は左手で耳朶をとって見せた（大きな耳朶の持ち主は幸運の持ち主であるという）。正重は、貴殿らは耳朶が大きく生まれたが武功では正重に及ぶまいと言いながら、連れ立って帰った[10]。
- 『藩翰譜』によれば、あるとき正重（三弥左衛門）は家康の勘気を受け、「山家」に籠居した。その後家康が勘気を解いて召し出しの書状を送った際、戯れに「山谷左衛門」と記した。このため正重は自らも「山谷左衛門」と記したという[2]。

## 系譜
『寛政重修諸家譜』によれば、父母・妻・子女は以下の通り。『寛政譜』には実子として2男4女を載せるが、いずれも母の記載はない。
- 父：本多俊正
- 母：不詳
- 妻：門奈左近衛門の娘
- 子女（養子含む）
  - 長男：本多正氏 - 平四郎。文禄4年（1595年）に自害。
  - 女子 - 長坂重吉の妻
  - 女子 - 成瀬正成（尾張藩家老）の妻
  - 女子 - 小出吉親の妻
  - 二男：本多正包 - 千介。慶長11年（1606年）に徳川秀忠に御目見しているが、慶長13年（1608年）6月2日に17歳で死去。
  - 養子：本多正貫 - 長坂重吉の長男。母は正重の娘。元和2年（1616年）に家督継承。
  - 女子 - 竹村万嘉の妻